# Simon Brandell den äldre
Simon Brandell, född den 6 juni 1822 i Nora församling, Härnösands stift, död den 19 mars 1895 i Skellefteå, var en svensk präst. Han var son till Pehr Brandell och far till Simon Brandell den yngre.
Brandell blev filosofie magister i Uppsala 1848, kyrkoherde i Vibyggerå 1858, i Själevad 1870 och Skellefteå 1875. Han blev teologie hedersdoktor i Lund 1868 och medlem av katekeskommittén 1869, samt kontraktsprost 1874. Han var även lekmannaombud vid kyrkomötet 1883 och prästerligt ombud 1888 och 1893. Brandell, som även ägnat sig åt klassiska och filosofiska studier, erbjöds av Christopher Jacob Boström en docentur i Uppsala, men valde i stället en lärartjänst i Härnösand under 10 års tid. Han främsta livsverk uträttades dock under tiden i Skellefteå. Under hans tid där omdanades skolväsendet och skapades en predikande lekmannakår på kyrklig grund, för att stävja frikyrkans framväxt.
Av Brandells tryckta skrifter märks Kritik öfver bibelöfversättningen (1861), Om kyrkotukten (1871), I äktenskapsfrågan (1884), samt Om försoningen (1888). En samling predikningar, samt en kortare levnadsbeskrivning, utgavs av A. Lundström 1895.